# Sami de Ter
El Sami de Ter és la llengua Sami més oriental. Es parlava tradicionalment a la part nord-oriental de la Península de Kola, però actualment és una llengua amenaçada. L'any 2004, només quedaven 10 parlants, que el 2010 ja havien disminuït a 2. Altres estimacions van comptar uns 30 parlants de Sami de Ter a l'oblast de Múrmansk, així com a Sant Petersburg, l'any 2007. L'edat mitjana dels parlants en aquella època era de 50 anys.

## Història
A finals del segle xix, hi hi havia sis pobles parlants de Sami de Ter a la part oriental de la península de Kola, amb una població total d'aproximadament 450 persones. L'any 2004 hi havia aproximadament 100 persones Sami d'ètnia Ter, de les quals dues persones d'edat avançada parlaven la llengua. La resta de la població ha canviat la seva llengua pel rus.
El descens ràpid del número de parlants va ser causat per col·lectivització soviètica, durant la qual es va prohibir el seu ús a les escoles i a casa als anys 30, i el poble Sami de Ter més gran, Yokanga, va ser declarat "sense perspectiva" i es va forçar als seus habitants a traslladar-se a la base militar de Gremikha.

## Documentació
No hi ha cap material educatiu o institució que faci servir el Sami de Ter, i la llengua té una ortografia estàndard. La llengua no s'ha estudiat i documentat completament. Existeixen textos, enregistraments d'àudio i diccionaris per a propòsits lingüístics, però no hi ha cap descripció gramatical disponible.
La primera documentació coneguda de les llengües Sami és un vocabulari curt del Sami de Ter recollit per l'explorador britànic Stephen Burrough el 1557 i publicat per Richard Hakluyt.

## Sistema d'escriptura
Als anys 30 es va desenvolupar un sistema d'escriptura per al Sami de Ter fent servir l'alfabet llatí i basat en el Sami de Skolt. Després de la Segona Guerra Mundial, es va canviar per un sistema que fa servir l'alfabet Ciríl·lic basat en el Sami de Kildin.

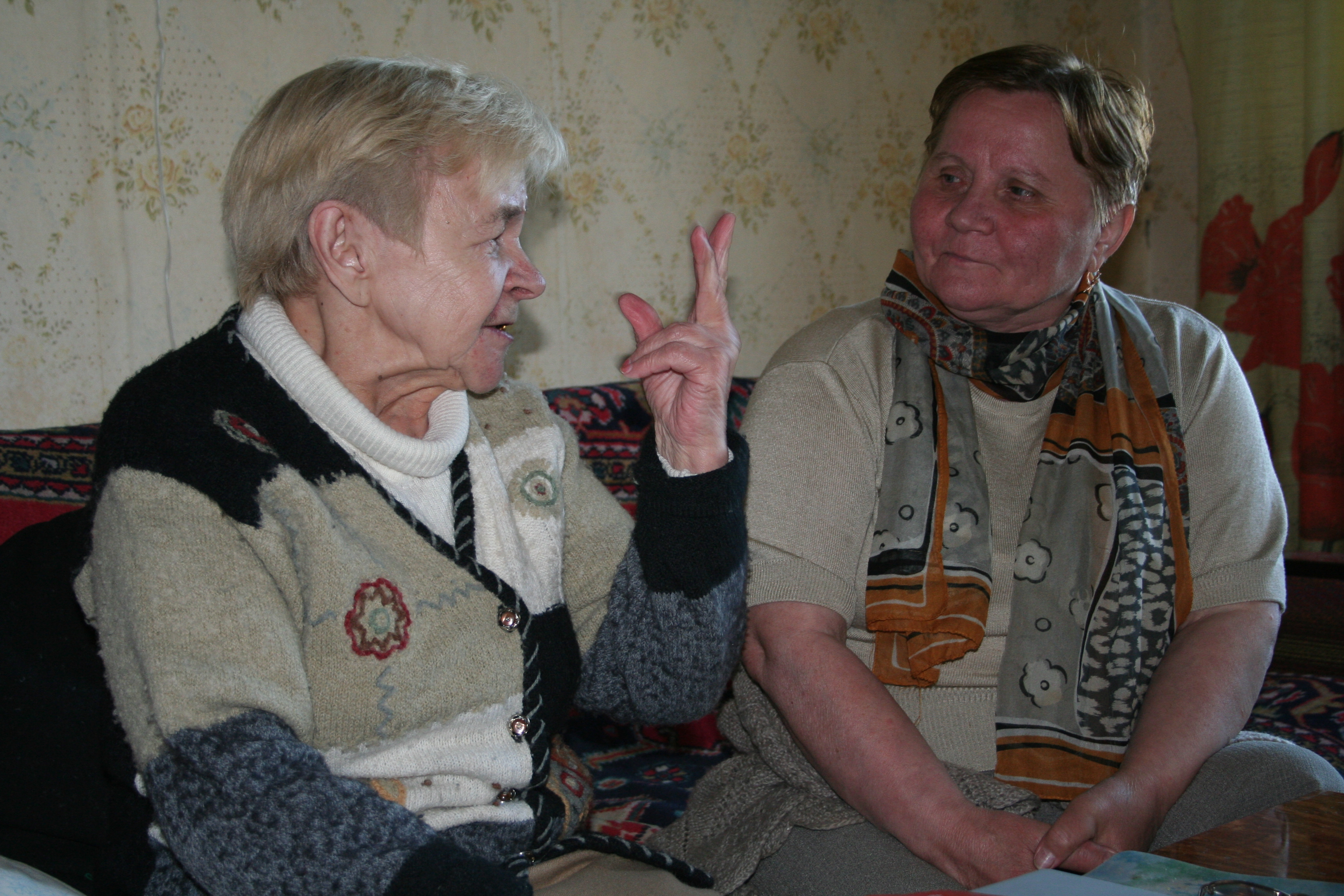
Zoya Gerasimova (esquerra), una de les últimes parlants de Sami de Ter (2006)
Dialectes Sami i pobles a Rússia (a la dreta en verd clar, el Sami de Ter